# Lepidopilum secundum
Lepidopilum secundum là một loài rêu trong họ Daltoniaceae. Loài này được Griff. Mitt. mô tả khoa học đầu tiên năm 1859.